# Draperia naciekowa
Draperia naciekowa, zasłona naciekowa – naciek jaskiniowy zaliczany do grupy nacieków twardych grawitacyjnych. Ma postać pionowej, cienkiej zasłony, często o oryginalnym kształcie, zwisającej ze stropu jaskini krasowej, ściany czy występu skalnego. Powstaje w wyniku wytrącania się węglanu wapnia z wody sączącej się ze szczeliny skalnej lub ściekającej wzdłuż krawędzi skały. Cienkie igiełki kryształów są ze sobą bardzo gęsto połączone. Draperia jest często podobna do stalaktytów, czasami składa się z połączonych z sobą stalaktytów.
W Polsce dobrze rozwinięte draperie naciekowe występują w Jaskini Niedźwiedziej w Kletnie.

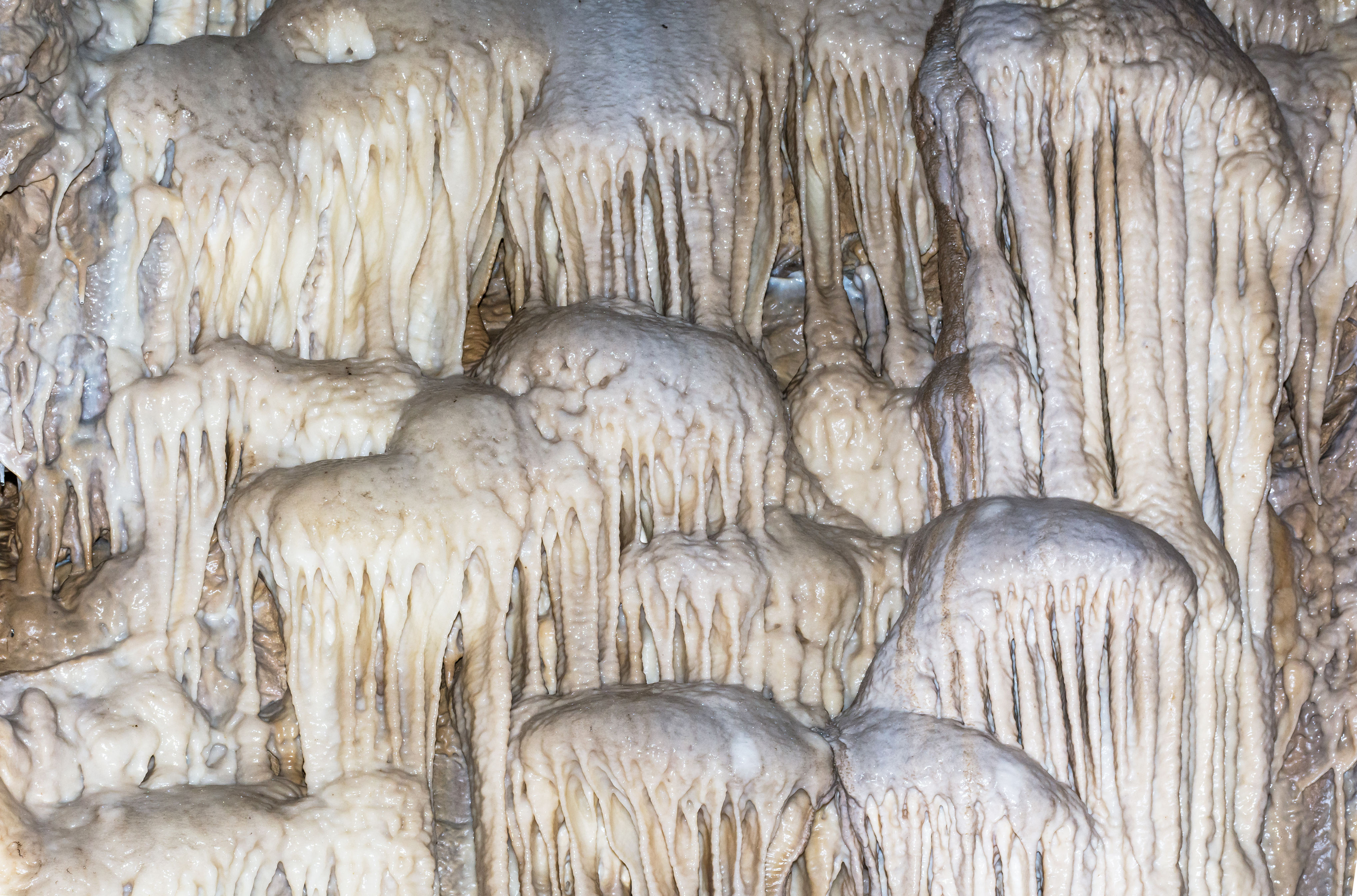
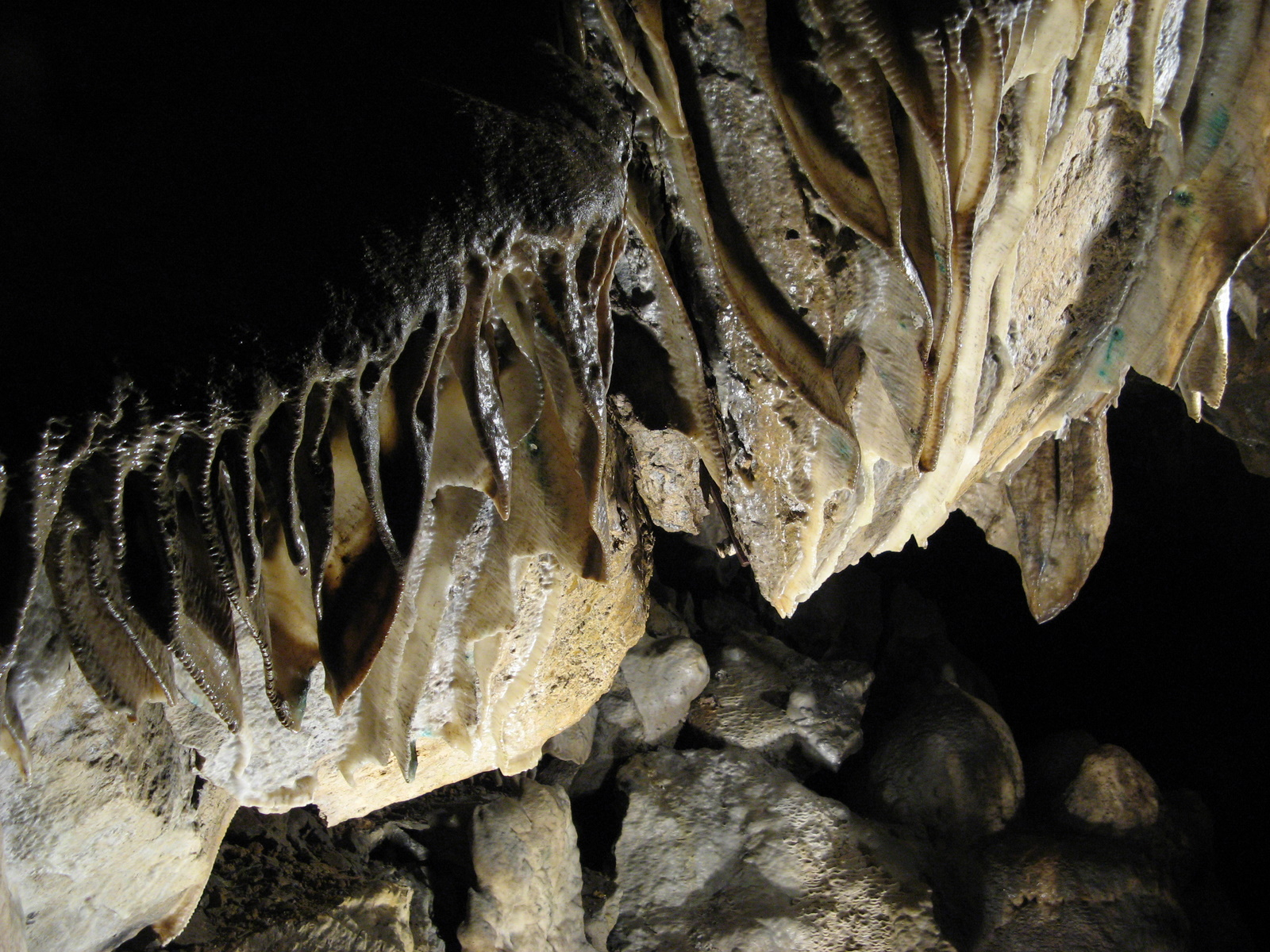
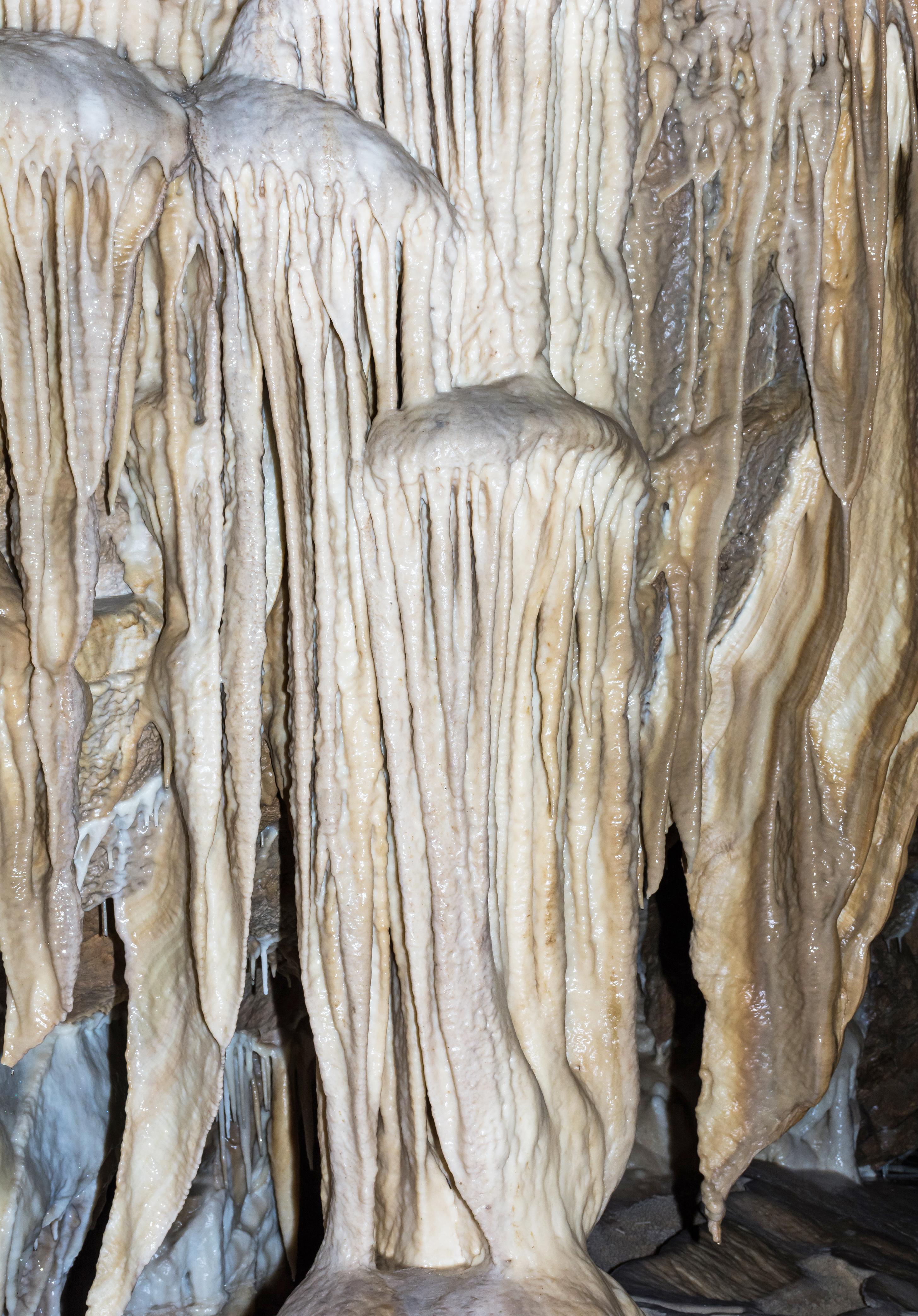
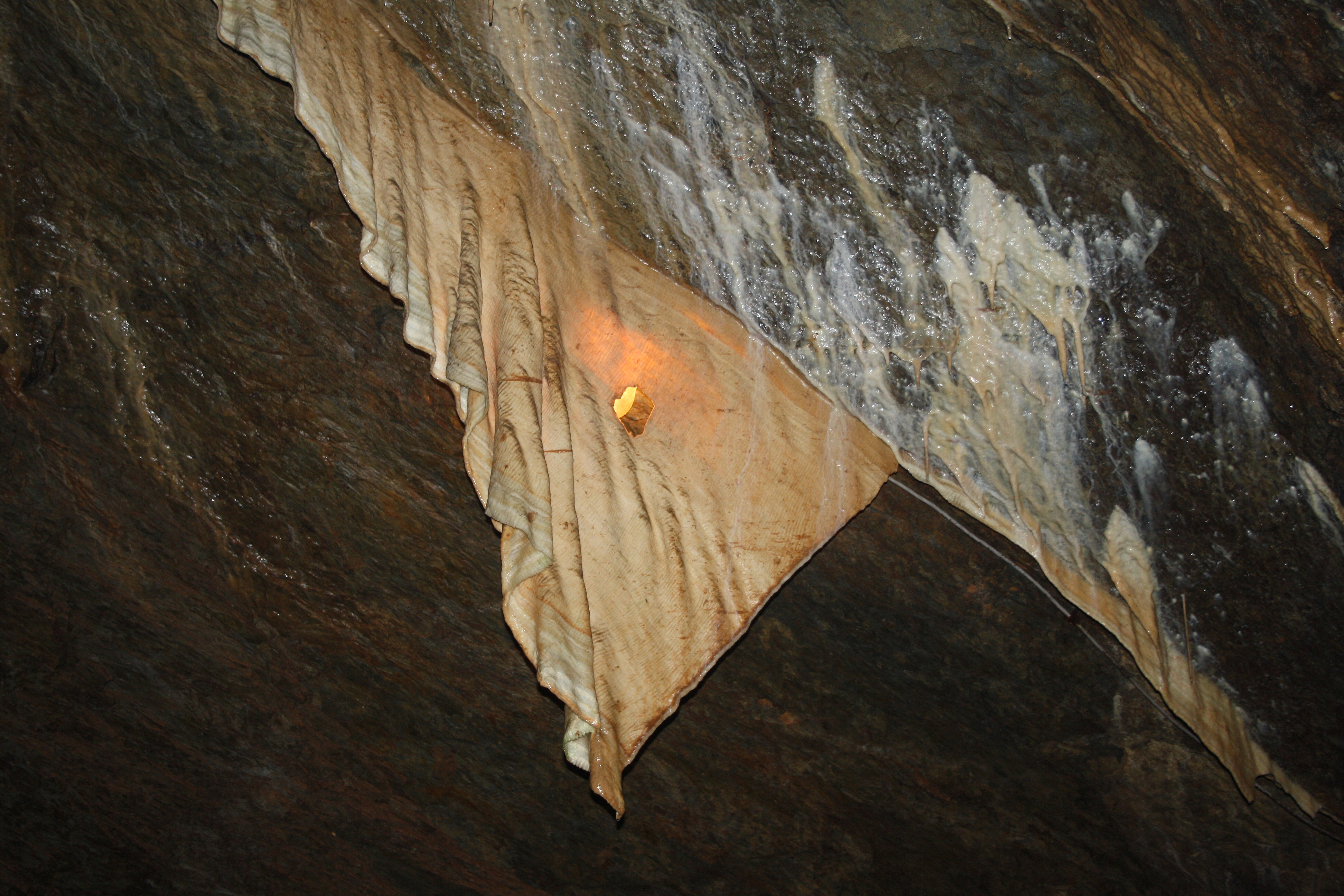
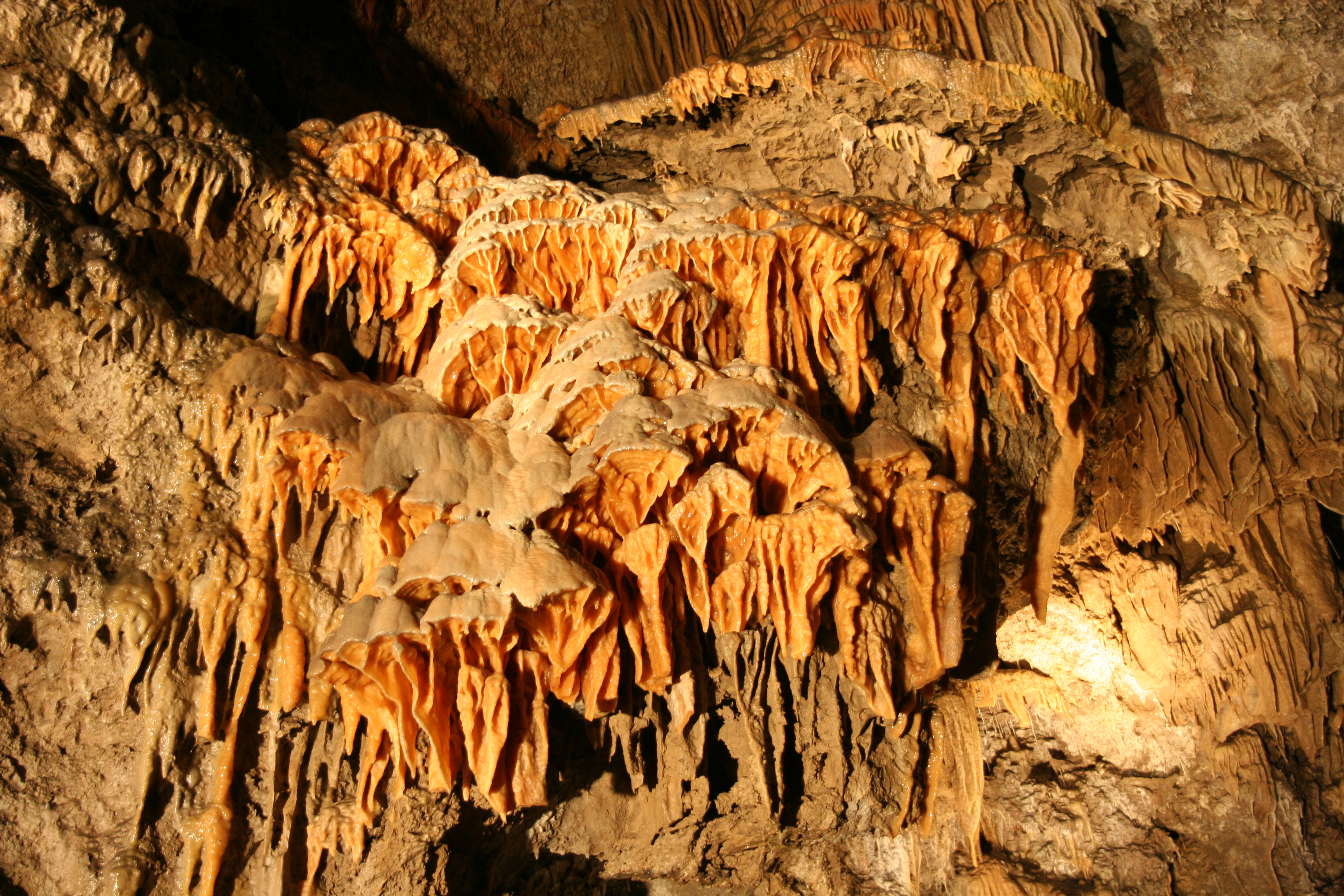
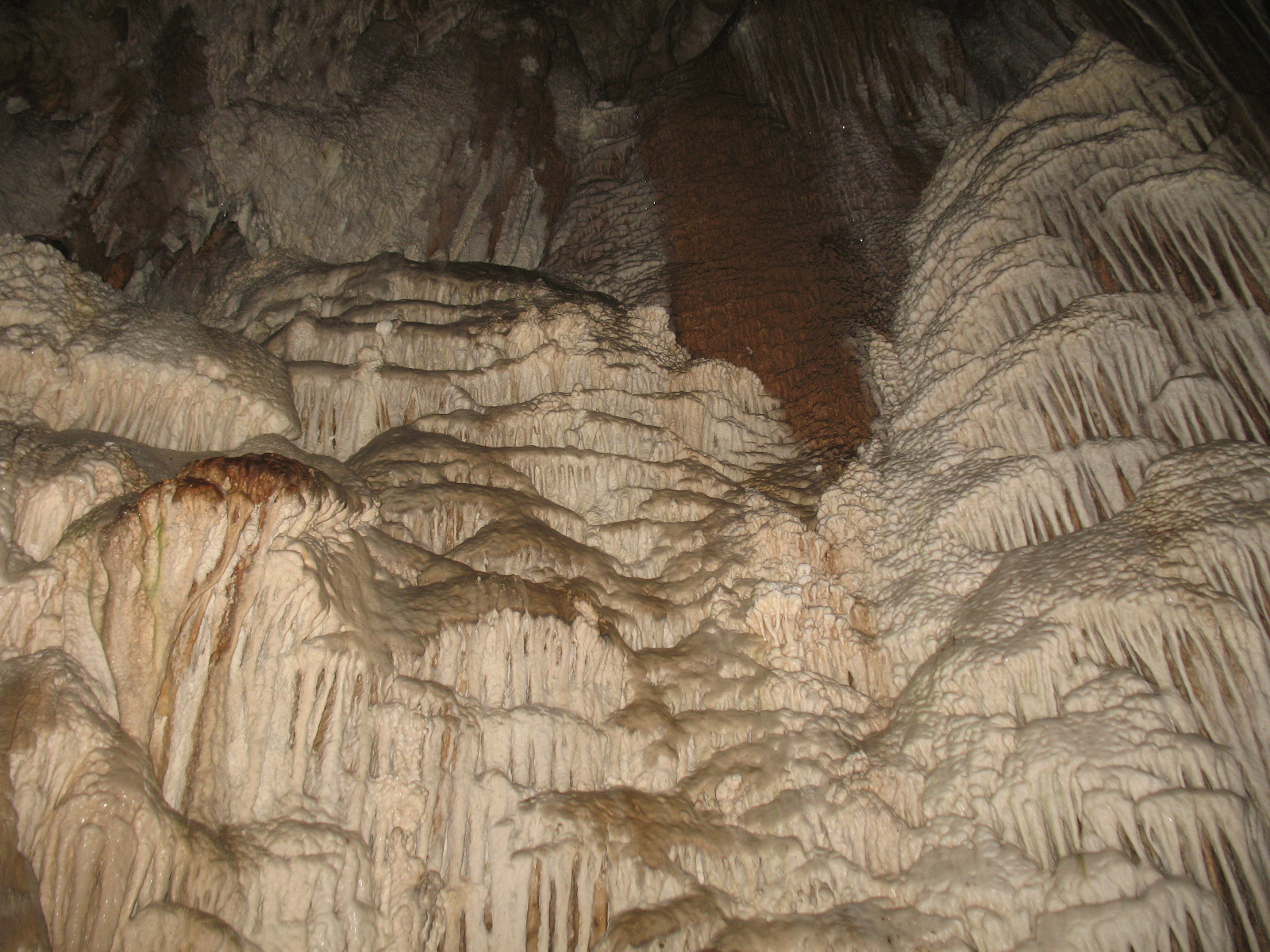